# Robert Obtresal
Robert Obtresal (* 1. November 1880 in Krems an der Donau; † 15. Juli 1915) war ein österreichischer Maler.

## Leben
Nachdem er die Landes-Ober-Realschule in seiner Heimatstadt besucht hatte, folgte er seiner Neigung zur Kunst und trat in die Wiener Kunstakademie ein. Am 15. Juli 1905 bestand er mit gutem Erfolg die Lehramtsprüfung für Freihandzeichnen und darstellende Geometrie an Mittelschulen. Schon vor seiner Prüfung im Schuljahr 1903–1904 wirkte er an der Landes-Ober-Realschule Krems als Lehrer. Dort blieb er bis zum September 1908 und wurde dann zum Professor am Landes-Real-Obergymnasium in Horn ernannt, wo er sieben Jahre dem dortigen Lehrkörper angehörte.
Als Reserveoffizier wurde er im Ersten Weltkrieg dreimal verwundet. Am 8. Juli 1915 starb er, inzwischen zum Oberleutnant befördert, auf dem russischen Kriegsschauplatz und wurde am 4. Dezember 1915 auf dem Waldfriedhof in St. Pölten beigesetzt.
Am 13. November 1915 wurde im großen Bibliothekssaal des Landes-Real- und Obergymnasiums Horn eine Gedächtnisausstellung eröffnet. Gezeigt wurden mehr als 70 Bilder Obtresals. Im 44. Jahresbericht der Schule wurde vermerkt, dass der Besuch ungemein rege war und dass vieles verkauft wurde; auch das Gymnasium erwarb ein großes Bild, das im Konferenzzimmer einen Ehrenplatz erhielt.